# Калустов, Никита Макарович
Никита Макарович (Макарьевич) Калустов (?—1872) — русский военачальник армянского происхождения, генерал-лейтенант.

## Биография
Дата рождения неизвестна. Выходец из дворянской армянской семьи Астраханской губернии.
Военную службу начал в 1825 году колонновожатым по квартирмейстерской части.
С 16 июня 1826 года — прапорщик лейб-гвардии Павловского полка. В 1827 — подпоручик, адъютант генерал-квартирмейстера Главного штаба генерал-адъютанта графа Сухтелена.
В 1827—1828 годах участвовал в русско-персидской и русско-турецкой войнах на Кавказе.
В 1831—1833 годах — поручик лейб-гвардии Московского полка адъютант командира отдельного Оренбургского корпуса генерал-адъютанта Перовского.
Полковник с 1841 года. В 1843 году — офицер по особым поручениям Военного министерства, управляющий Саратовской провиантской комиссии. В 1845 — управляющий Кременчугской провиантской комиссии.
В 1849—1853 годах — генерал-майор − интендант Отдельного Кавказского корпуса.
С 19 апреля 1864 года — генерал-лейтенант.
Умер 13 октября 1872 года. Похоронен на Смоленском армянском кладбище в Санкт-Петербурге.

## Награды
- Награждён орденом Св. Георгия 4-й степени (№ 8358; 26 ноября 1850).
- Также награждён орденами Св. Анны 3-й степени с бантом (1828), золотой саблей «За храбрость» (1828), Св. Анны 2-й степени с мечом и бантом (1839), Св. Владимира 3-й степени (1847), знак отличия (за 20 лет службы, 1849), Св. Станислава 1-й степени (1852), Св. Анны 1-й степени (1862) и иностранным орденом Льва и Солнца (1833).